# Celil Oker

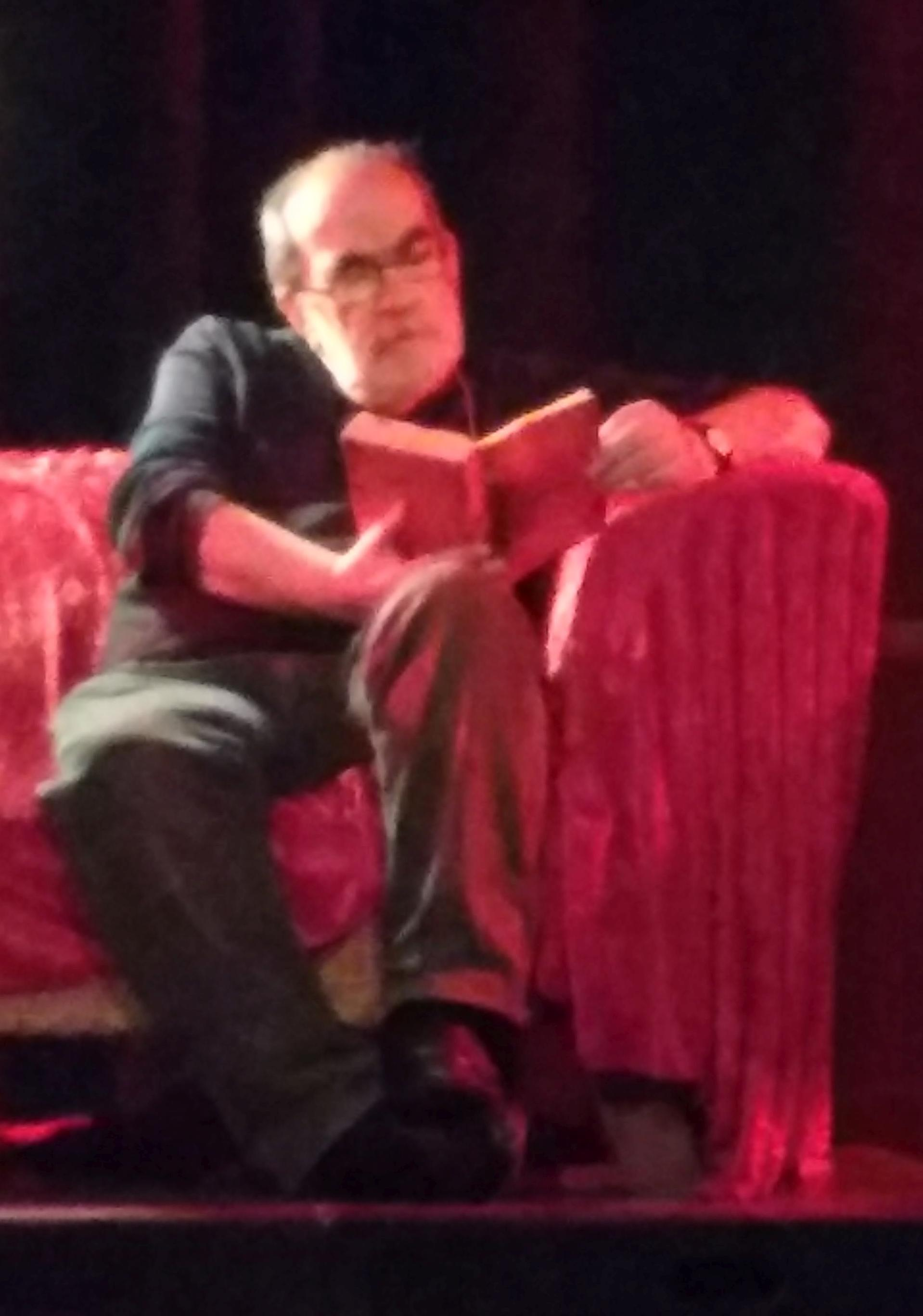
Celil Oker (2017)

Celil Oker (14. September 1952 in Kayseri – 5. Mai 2019 in Istanbul) war ein türkischer Krimi-Schriftsteller.

## Leben
Oker war Schüler am Talas American College in Talas in der  Provinz Kayseri und am amerikanischen Gymnasium in Tarsus. An der Bosporus-Universität in Istanbul studierte er von 1971 bis 1979 Englische Sprache und Literatur. Danach war Oker bis 1983 als Journalist, Übersetzer und Verfasser von enzyklopädischen Artikeln tätig, ab 1984 auch als Werbetexter. 1987 gründete er mit Kollegen zusammen eine Werbeagentur und war außerdem an der privaten Istanbuler Bilgi-Universität Dozent im Fach Werbetexten. 
Seine ersten literarischen Werke waren einige 1980 erschienene Kurzgeschichten. Als Schriftsteller etablierte Oker sich 1999 mit dem 1. Platz für seinen Kriminalroman Schnee am Bosporus beim ersten türkischen Wettbewerb für Kriminalliteratur „Kaktus“. Dem folgten weitere Bände um den Privatdetektiv Remzi Ünal. Auf Deutsch erscheint sein Werk in der metro-Reihe des Zürcher Unionsverlags.
Celil Oker war verheiratet und Vater zweier Söhne. Er lebte und arbeitete in Istanbul, wo er im Mai 2019 im Alter von 67 Jahren starb.

## Werke auf Deutsch
- Schnee am Bosporus (1999), aus dem Türkischen von Ute Birgi-Knellessen. Unionsverlag, Zürich 2000, ISBN 3-293-20181-4
- Foul am Bosporus – ein Fall für Remzi Ünal, aus dem Türkischen von Ute Birgi-Knellessen. Zürich 2001, ISBN 3-293-20210-1
- Letzter Akt am Bosporus – ein Fall für Remzi Ünal, aus dem Türkischen von Nevfel Cumart. Zürich 2004, ISBN 3-293-20313-2
- Dunkle Geschäfte am Bosporus – ein Fall für Remzi Ünal, aus dem Türkischen von Nevfel Cumart. Zürich 2008, ISBN 3-293-20407-4
- Lass mich leben, Istanbul – ein Fall für Remzi Ünal, aus dem Türkischen von Gerhard Meier. Unionsverlag, Zürich 2015, ISBN 3-293-00493-8